# Hannya
Hannya (japanisch 般若; * 1978 in Ōdate, Japan), bürgerlicher Name Yoshiho Takeda (武田 嘉穂, Takeda Yoshiho), ist ein japanischer Hip-Hop-Künstler und Mitglied der 1998 gegründeten Rap-Gruppe Mōsōzoku (妄走族). Das Pseudonym bezeichnet eine Maske zur Darstellung boshafter Frauen im Nō-Theater. Sein früherer Künstlername war YOSHI.

## Leben und Werk
1996 ist Hannya, damals in Anlehnung an seinen bürgerlichen Namen noch unter seinem Pseudonym YOSHI, Teil der Gruppe Hannya, die er mit DJ Baku und Rumi bildete. Nach der Auflösung der Gruppe 1998 behält Hannya den Namen für seine Solokarriere. Ab 1998 ist Hannya Mitglied der Gruppe Mōsōzoku, mit der zwischen 1999 und 2004 u. a. fünf Alben erscheinen. Hannya nimmt an verschiedenen Hip-Hop Veranstaltungen teil und erzielt 2002 den zweiten Platz bei dem alljährlichen Freestyle-Battle, das 1999 aus dem seit 1997 stattfindenden „B Boy Park“-Event im Yoyogi-Park in Tokio hervorging. Im Finale stand Hannya dem Rapper Kan (漢) von der Crew MSC gegenüber. Die Lyrics enthielten u. a. einen Diss auf die Rap-Gruppe Kick the Can Crew, dessen Mitglied Kreva bis zu diesem Zeitpunkt in allen seit 1999 im Rahmen des B Boy Park stattfindenden Battles als Sieger hervorging.
Hannyas Solokarriere begann 2004 mit dem Release seines ersten Solo-Albums Ohayō Nihon (おはよう日本), einem Weckruf an die japanische Rapwelt. Sein erstes Musikvideo ist Chotto Matte (ちょっとまって). Auf sein Debüt-Album folgte bereits im Jahr darauf die Veröffentlichung des Albums Nekosogi (根こそぎ), aus dem die Titel Yacchatta (やっちゃった) und My Home als Musikvideos erschienen. Im Dezember desselben Jahres folgte die Veröffentlichung der Single Oretachi no Yamato (オレ達の大和), die durch den Film Yamato – The Last Battle inspiriert wurde. Das Musikvideo hierzu enthält Szenen aus selbigem Film.
Zwei Monate darauf erschien 2006 Hannyas drittes Studioalbum mit dem Titel Naibu Kokuhatsu (内部告発). Aus diesem Album wurden die Titel Riyū (理由) und Saru (猿) als Videos veröffentlicht.
2008 wurde das Album Doctor Tōkyō (ドクタートーキョー, Dokutā Tōkyō) mit dem Musikvideo Yume no Ato (夢の痕) und 2009 das nach ihm selbst benannte Album Hannya veröffentlicht.
2011 erscheint das Album Black Rain, aus dem der gleichnamige Albumtitel als Musikvideo veröffentlicht wird.

## Diskografie

### Studio-Alben
- 2004: Ohayō Nihon (おはよう日本)
- 2005: Nekosogi (根こそぎ)
- 2006: Naibu Kokuhatsu (内部告発)
- 2008: Doctor Tōkyō (ドクタートーキョー)
- 2009: Hannya
- 2011: Black Rain
- 2013: Concert  (コンサート)
- 2014: #Birthday (#バースデー)

### Singles
- 2000: Kyokutō Eria (極東エリア)
- 2003: Mikoshi (神輿)
- 2004: Ohayō Nihon (おはよう日本) (unzensierte Version)
- 2005: Oretachi no Yamato (オレ達の大和)
- 2013: Jirenma (ジレンマ)

### DVD
- 2010: Hannya Shibuya Live 27. August 2010 im Shibuya O-EAST 2009 (般若 渋谷 8.27Live at Shibuya O-EAST 2009)
- 2012: Shibuya Public Hall Live 8. Januar 2012 (2012.1.8 般若渋谷公会堂)
- 2014: Shibuya-AX Live 13. Januar 2014 (2014.1.13 SHIBUYA-AX)

### Zusammenarbeit
- 2003: Zeebra: Tokyo’s Finest

13. Golden Mic (Remix) feat. Kashi Da Handsome, AI, Dohzi-T, Hannya (GOLDEN MIC (REMIX) feat. KASHI DA HANDSOME, AI, 童子-T, 般若)
- 2003: Dabo: Diamond

8. Osōshiki Featuring Hannya (おそうしき Featuring 般若)
- 2004: DJ Celory a.k.a Mr. Beats: Beats Japan

5. Otakara Girls feat. Hannya (お宝Girls feat. 般若)
- 2004: Futureshock All Stars: Shock to the Future – 7th Anniversary

Shock to the Future ’04
- 2004: Hime: Ukina

4. Japangu (ジパング)
- 2005: DJ Ryow: Project Dreams

10. Sanbiki ga Kiru feat. Hannya, "E"Qual, Ryouzo (三匹が斬る!! FEAT. 般若, "E"QUAL, RYOUZO)
- 2005: Muro: 20 Street Years

5.  Jungle“03”Groove feat. 565, Hannya, Den from Mōsōzoku, Ushiwakamaru (Jungle“03”Groove feat. 565, 般若, DEN from 妄走族, 牛若丸)
- 2005: Yakko for Aquarius: My Hood Iz…

7. Tōkyō feat 565 & Hannya (東京 feat. 565 & 般若)
- 2005: Deli: Time 4 Some Action

6. Tell Me feat Hannya & 565 & AI
- 2005: "E"Qual: The Rock City (M.O.S.A.D’s Town)

12. One Love feat. Hannya, dNessa
- 2005: Endless File: Beginning of Legend

6. For Bopper feat. Hannya
- 2006: Ozrosaurus: Rhyme&Blues

5. Life Is One Time-Rhyme & Blues -feat. Hannya, Say
- 2006: Twigy: Twig

11. Bomb On Hills feat. feat Uzi, 565, Shinnosk8, D-Life, Hab I Scream, Hannya
- 2006: Deli: Still Burnin’

4. Majissu ka!? (Another Sure Shot Gaiden) feat. Deli, Kashi Da Handsome, Hannya (マジッスか!?(ANOTHER SURE SHOT 外伝) feat. DELI, KASHI DA HANDSOME, 般若)
- 2006: Rowshi (籠獅): Dou-Dell
- 2007: Kashi Da Handsome: Dime Pieces

14. Golden Mic - REMIX - Zeebra feat. AI, Dohzi-T, Hannya (GOLDEN MIC - REMIX - ZEEBRA feat. AI, 童子-T, 般若)
9. Sokkara feat Hannya (そっから feat. 般若)
- 2007: Momotarō Tsurugi: Last Of Samurai feat. Hannya, K5R, Ashra
- 2008: Ganxta Cue: Aho feat. Hannya (阿呆 feat. 般若)
- 2008: DJ Munari: The Album

2. Dead or Alive feat. Kool G Rap, Hannya